# Сколопендры

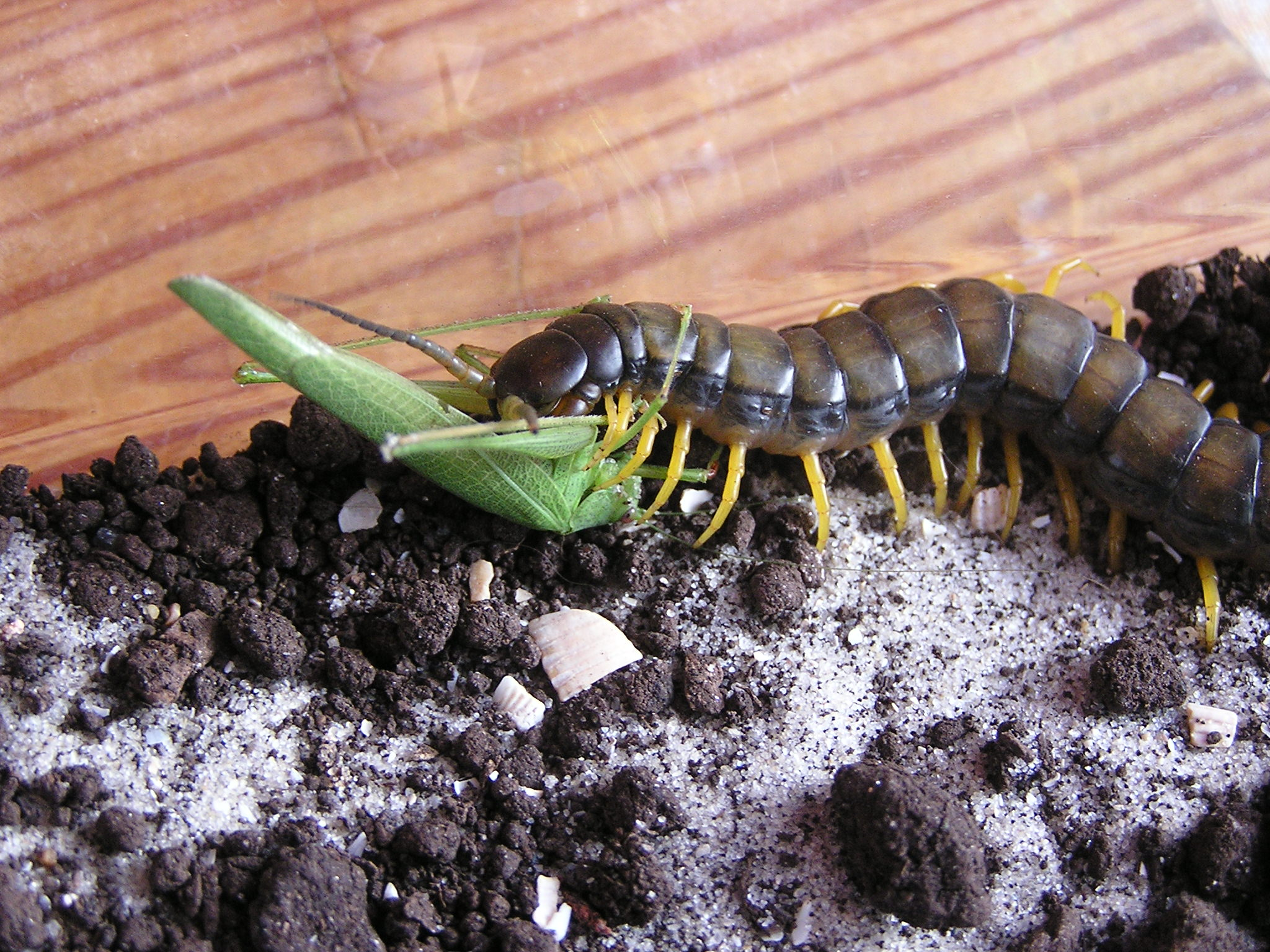
Кольчатая сколопендра, поймавшая кузнечика

Сколопе́ндры (лат. Scolopendra) — род губоногих многоножек из отряда сколопендровых (Scolopendromorpha).

## Этимология названия
Название происходит от др.-греч. σκολόπενδρα — «многоножка», «мокрица», которое в свою очередь образовано от σκόλοψ — «частокол» и ἔντερον «червяк».

## Экология
Scolopendra являются активными хищниками, питающимися в основном насекомыми и другими беспозвоночными. Наблюдались более крупные экземпляры, охотящиеся на лягушек, тарантулов, ящериц, змей, грызунов и даже летучих мышей. Обитают в районах с тёплым климатом. В 2016 году был обнаружен первый среди многоножек водоплавающий вид Scolopendra cataracta.

## Систематика
Род Scolopendra включает около 90 видов.